# رنگینک کاکل‌آبی
رنگینک کاکل‌آبی (نام علمی: Lepidothrix coronata) نام یک گونه از سرده پولک‌موها است.